# Christoph Schaffrath
Christoph Schaffrath (Hohnstein, 1709 - Berlin, 7 février 1763) est un musicien et compositeur allemand, membre de l'École de Berlin, représentative de la transition entre style baroque tardif et classicisme.

## Carrière
La date de naissance, l'origine et la formation initiale de Schaffrath restent entourées d'un complet mystère.
Il est probablement, à partir de 1730, claveciniste à la Cour de Pologne, au service du prince-électeur de Saxe et roi de Pologne Auguste II, puis pendant quelque temps à celui d'un prince lituanien.
Au plus tard en mai 1733, il est à Dresde, et concourt pour le poste d'organiste de la Sophienkirche, poste qui sera attribué à Wilhelm Friedemann Bach.
Peut-être sur la recommandation de Franz Benda, rencontré en Pologne, et de Johann Joachim Quantz, il entre en 1736 au service du prince héritier de Prusse, qui deviendra le futur Frédéric II, dit Frédéric le Grand, roi de Prusse.
Alors qu'il n'est encore que prince héritier, Frédéric constitue un orchestre privé à partir de 1732 à sa résidence de Ruppin : Johann Gottlieb Graun devient le premier musicien à entrer à son service, dès 1732,, suivi par Franz Benda en 1733, Johann Georg Benda en 1734, Carl Heinrich Graun en 1735 puis Christoph Schaffrath et Johann Gottlieb Janitsch en 1736,.
En 1736, Frédéric et ses musiciens déménagent au château de Rheinsberg, vingt kilomètres plus au nord,.
En mai 1740, âgé de 28 ans, le prince monte sur le trône de Prusse sous le nom de Frédéric II et transporte sa cour à Potsdam près de Berlin,. Il s'attache en 1741 les services du flûtiste Johann Joachim Quantz pour compléter son orchestre et donner ainsi naissance à l'École de Berlin.
Christoph Schaffrath restera attaché jusqu'à sa mort à Frédéric II, en tant que claveciniste, professeur de musique et de composition notamment au service de la princesse Anne Amélie de Prusse, sœur de Frédéric II

## Œuvres
- une vingtaine d'ouvertures et sinfonies pour cordes et basse continue
- 72 concertos pour clavecin
- 3 concertos pour 2 clavecins
- 3 concertos pour violon
- 1 concerto pour hautbois
- 1 concerto pour flûte

(De nombreux concertos pour flûte, hautbois, basson, viole de gambe sont perdus.)
- un quintette (perdu)
- plusieurs quatuors
- plus de 30 trios
- plus de 40 sonates pour divers instruments solos
- plus de 40 sonates et pièces diverses pour clavecin

## Enregistrements
- Musik am Berliner Hof - Music at the Berlin Court, œuvres de Christoph Nichelmann, Johann Philipp Kirnberger, Johann Joachim Quantz, Christoph Schaffrath et C.P.E. Bach par l'Akademie für Alte Musik Berlin (Berlin Classics, 1992)
- Feuer und Bravour, musique de viole de gambe de Ludwig Christian Hesse, Christoph Schaffrath et Johann Gottlieb Graun, par l'ensemble Musicke & Mirth (Ramée, 2008)